# Hsekiu
Hsekiu, o Seka (fl. XXV-XXIV secolo a.C.) è stato un sovrano del Basso Egitto.
Dopo il sovrano Thesh, Hsekiu regnò sul delta del Nilo e gli succedette Wazner.
È menzionato nella Pietra di Palermo insieme ad altri re del Basso Egitto.
Dei sovrani predinastici abbiamo insufficienti notizie ed è incerta anche la medesima dinastia,
circostanza dovuta alla scarsità di fonti archeologiche.